# Улед-Яиш
Улед-Яиш (араб. أولاد يعيش‎) — город и коммуна на севере Алжира, на территории вилайета Блида. Административный центр одноимённого округа.

## Географическое положение
Город находится в центральной части вилайи, в непосредственной близости от Блиды, административного центра провинции, на высоте 223 метров над уровнем моря.

Улед-Яиш расположен на расстоянии приблизительно 30 километров к юго-западу от столицы страны Алжира.

## Демография
По данным переписи, на 2008 год население составляло 87 131 человек.
Динамика численности населения города по годам:
| 1977  | 1987   | 1998   | 2008   | 2012    |
| ----- | ------ | ------ | ------ | ------- |
| 9 723 | 27 032 | 55 043 | 87 131 | 109 180 |

## История
До обретения Алжиром независимости, город назывался Дальмати (фр. Dalmatie).